# Gérard Patté
Gérard Patté (* 18. Februar 1945 in Paris) ist ein ehemaliger französischer Autorennfahrer.

## Karriere als Rennfahrer
Gérard Patté war in den 1970er- und 1980er-Jahren mit Unterbrechungen im Monoposto- und Sportwagensport aktiv. Er fuhr in der Formel Renault und einige Jahre in der französischen Formel-Ford-Meisterschaft. Neben Einsätzen bei nationalen Tourenwagenrennen auf einem Alfa Romeo GTA, bestritt er 1984 für Welter Racing das 24-Stunden-Rennen von Le Mans. Seine Partner im WM P83B waren Roger Dorchy und Alain Couderc. Der Einsatz endete nach einem Getriebeschaden am Einsatzfahrzeug vorzeitig.

## Statistik

### Le-Mans-Ergebnisse
| Jahr | Team        | Fahrzeug | Teamkollege  | Teamkollege   | Platzierung | Ausfallgrund    |
| ---- | ----------- | -------- | ------------ | ------------- | ----------- | --------------- |
| 1984 | WM Secateva | WM P83B  | Roger Dorchy | Alain Couderc | Ausfall     | Getriebeschaden |